# Hasan Izz ad-Din
Hasan Izz ad-Din, arab. حسن عز الدين (ur. 1963) – libański terrorysta, związany z szyickim Hezbollahem, ścigany międzynarodowym listem gończym za organizację i współudział w porwaniu samolotu pasażerskiego TWA, rejs 847 na trasie Ateny-Rzym 14 czerwca 1985 r. oraz zamordowanie obywatela amerykańskiego (nagroda 5 mln $).